# Just Tryin' ta Live
Just Tryin' ta Live è il secondo album del rapper statunitense Devin the Dude, pubblicato nel 2002 dalla Rap-A-Lot Records.
| Recensione | Giudizio |
| ---------- | -------- |
| AllMusic   | [ 1 ]    |

## Tracce
| #  | Titolo                 | Autore/i testo                                                     | Produttore/i                                   | Featuring       | Durata |
| -- | ---------------------- | ------------------------------------------------------------------ | ---------------------------------------------- | --------------- | ------ |
| 1  | "Zeldar"               | D. Copeland, M. Poye                                               | Domo                                           |                 | 2:43   |
| 2  | "It's a Shame"         | D. Copeland, A. Young, J. Boyd                                     | Dr. Dre                                        | Pooh Bear       | 3:48   |
| 3  | "R & B"                | D. Copeland, M. Dean, H. Cross, R. Ellison, D. Johnson, R. McQueen | Rob Quest, DJ Styles, Mike Dean                |                 | 4:14   |
| 4  | "Lacville '79"         | D. Copeland, D. Edwards                                            | Devin the Dude                                 |                 | 5:17   |
| 5  | "I-Hi"                 | D. Copeland, M. Poye                                               | Domo                                           |                 | 3:08   |
| 6  | "Who's That Man, Moma" | D. Copeland, R. McQueen                                            | Rob Quest, Devin the Dude                      |                 | 5:45   |
| 7  | "Some of 'Em"          | D. Copeland, A. Joiner, N. Jones, T. Jones                         | T-Mix                                          | Nas & Xzibit    | 3:14   |
| 8  | "Go Somewhere"         | D. Copeland, M. Dean, R. McQueen                                   | Rob Quest, Devin the Dude, Mike Dean           |                 | 4:08   |
| 9  | "Whatever"             | D. Copeland, R. McQueen, M. Poye                                   | Rob Quest, Domo                                |                 | 1:09   |
| 10 | "Would Ya?"            | D. Copeland, R. McQueen, M. Poye                                   | Rob Quest, Domo                                |                 | 3:57   |
| 11 | "Doobie Ashtray"       | D. Copeland, C. Martin                                             | DJ Premier                                     |                 | 5:17   |
| 12 | "Just a Man"           | D. Copeland, C.R. Wiggins, R.C. Ozuna Jr., G.D. Stanridge II,      | Raphael Saadiq                                 | Raphael Saadiq  | 4:44   |
| 13 | "Fa Sho"               | D. Copeland, C. Garza, D. Johnson, J. Johnson, M. Dean, R. McQueen | Rob Quest, DJ Styles, Mike Dean, N.O. Joe      | Coughee Brothaz | 4:21   |
| 14 | "WXYZ"                 | D. Copeland, R. McQueen, M. Poye                                   | Blind Rob, Devin the Dude, Domo, Luster Baker  |                 | 3:49   |
| 15 | "Tough Love"           | D. Copeland, R. McQueen, C. Garza                                  | Rob Quest, DJ Styles, Tony Mason (co-producer) |                 | 5:36   |
| 16 | "Just Tryin' ta Live"  | D. Copeland, M. Dean, R. McQueen, H. Cross, R. Ellison, D. Johnson | David Banner, Mike Dean                        | Coughee Brothaz | 5:26   |

## Classifiche settimanali
| Classifica (2002)         | Posizione massima |
| ------------------------- | ----------------- |
| Stati Uniti               | 61                |
| US Top R&B/Hip-Hop Albums | 11                |